# Luhî, Rahău
Luhî (în ucraineană Луги) este localitatea de reședință a comunei Luhî din raionul Rahău, regiunea Transcarpatia, Ucraina.

## Demografie
Componența lingvistică a localității Luhî
     Ucraineană (99,11%)
     Alte limbi (0,89%)
Conform recensământului din 2001, majoritatea populației localității Luhî era vorbitoare de ucraineană (99,11%), existând în minoritate și vorbitori de alte limbi.